# Distretto di Mukačevo
Il distretto di Mukačevo (in ucraino Мукачівський район?) è un distretto nell'oblast' della Transcarpazia in Ucraina. Il suo centro amministrativo è la città di Mukačevo. Ha una popolazione di 251 145 abitanti.
Il 18 luglio 2020, come parte della riforma amministrativa dell'Ucraina, il numero di distretti dell'oblast della Transcarpazia è stato ridotto a sei e l'area del distretto di Mukačevo è stata notevolmente ampliata.